# Старицкое сельское поселение
Ста́рицкое се́льское поселе́ние— упразднённое в 2012 году муниципальное образование Старицкого района Тверской области.
Старицкое сельское поселение было образовано в соответствии с законом Тверской области от 28 февраля 2005 г. № 44-ЗО. Включило в себя территории Старицкого и Покровского сельских округов.
Административный центр — станция Старица.
Законом Тверской области от 28 мая 2012 года № 31-ЗО, Старицкое сельское поселение, Красновское сельское поселение и Корениченское сельское поселение преобразованы в Сельское поселение «станция Старица», с административным центром в населённом пункте станция Старица.

## Географические данные
- Общая площадь: 177 км²
- Нахождение: центральная часть Старицкого района, к западу от города Старица.

## Население
По переписи 2002 года — 2076 человек (318 Покровский и 1758 Старицкий сельские округа), на 01.01.2008 — 1852 человека.

## Населенные пункты
На территории поселения находятся следующие населённые пункты:
| №  | Тип нп | Название        | Население (2008 год) |
| -- | ------ | --------------- | -------------------- |
| 1  | дер.   | Барашево        | 22                   |
| 2  | пос.   | Барашево        | 8                    |
| 3  | дер.   | Большое Коптево | 33                   |
| 4  | пос.   | Горки           | 9                    |
| 5  | дер.   | Голубково       | 20                   |
| 6  | дер.   | Заблино         | 56                   |
| 7  | дер.   | Лужи            | 129                  |
| 8  | дер.   | Малое Коптево   | 18                   |
| 9  | дер.   | Новотроицкое    | 12                   |
| 10 | дер.   | Новое           | 115                  |
| 11 | дер.   | Раменье         | 3                    |
| 12 | ст.    | Старица         | 1053                 |
| 13 | дер.   | Тальцы          | 18                   |
| 14 | хутор  | Торговцево      | 0                    |
| 15 | дер.   | Черничено       | 65                   |
| 16 | дер.   | Бохоново        | 9                    |
| 17 | дер.   | Зарубино        | 0                    |
| 18 | дер.   | Ильинское       | 66                   |
| 19 | дер.   | Ищино           | 11                   |
| 20 | дер.   | Климово         | 69                   |
| 21 | дер.   | Кошелево        | 3                    |
| 22 | дер.   | Лебедево        | 4                    |
| 23 | дер.   | Покровское      | 108                  |
| 24 | дер.   | Сухолжино       | 21                   |

### Бывшие населенные пункты
На территории поселения исчезли: деревни Самково, Гусево; хутор Валентиновка и другие.

## История
В XIX — начале XX века большинство деревень поселения относились к Прасковьинской волости Старицкого уезда Тверской губернии.